# Легкий ланцюг міозину 6
Легкий ланцюг міозину 6 (англ. Myosin light chain 6) – білок, який кодується геном MYL6, розташованим у людей на короткому плечі 12-ї хромосоми.  Довжина поліпептидного ланцюга білка становить 151 амінокислот, а молекулярна маса — 16 930.
| 10         |  | 20         |  | 30         |  | 40         |  | 50         |
| ---------- |  | ---------- |  | ---------- |  | ---------- |  | ---------- |
| MCDFTEDQTA |  | EFKEAFQLFD |  | RTGDGKILYS |  | QCGDVMRALG |  | QNPTNAEVLK |
| VLGNPKSDEM |  | NVKVLDFEHF |  | LPMLQTVAKN |  | KDQGTYEDYV |  | EGLRVFDKEG |
| NGTVMGAEIR |  | HVLVTLGEKM |  | TEEEVEMLVA |  | GHEDSNGCIN |  | YEAFVRHILS |
| G          |  |            |  |            |  |            |  |            |

A: Аланін

C: Цистеїн

D: Аспарагінова кислота

E: Глутамінова кислота

F: Фенілаланін

G: Гліцин

H: Гістидин

I: Ізолейцин

K: Лізин

L: Лейцин

M: Метіонін

N: Аспарагін

P: Пролін

Q: Глутамін

R: Аргінін

S: Серин

T: Треонін

V: Валін

Цей білок за функціями належить до білкових моторів, міозинів, м'язових білків. 